# Hołużne
Hołużne is een plaats in het Poolse district  Zamojski, woiwodschap Lublin. De plaats maakt deel uit van de gemeente Grabowiec en telt 140 inwoners.